# Wimmer (Bad Essen)
Wimmer ist ein Ortsteil der niedersächsischen Gemeinde Bad Essen im Landkreis Osnabrück in Niedersachsen.

## Geographie
Der Ort liegt vier Kilometer nordöstlich vom Kernbereich Bad Essens. Am nördlichen Ortsrand verläuft der Mittellandkanal.

## Geschichte
Am 1. Dezember 1910 hatte der Ort 804 Einwohner. Am 1. Juli 1972 wurde die bis dahin als Teil des Landkreises Wittlage selbstständige Gemeinde im Zuge der Gebietsreform in die neue Gemeinde Bad Essen eingegliedert.

## Politik
Der Ortsrat von Wimmer setzt sich nach der letzten durchgeführten Kommunalwahl am 12. September 2021 wie folgt zusammen; SPD 20,08 % = 1 Sitz, FDP 6,43 % = 1 Sitz und Wählergemeinschaft Wimmer 73,49 % = 5 Sitze sprich es wurden insgesamt 7 Sitze neu vergeben.